# شين أباد (بيرانشهر)
شين‌ أباد هي قرية في مقاطعة بيرانشهر، إيران. عدد سكان هذه القرية هو 2,908 في سنة 2006.